# Siervas del Sagrado Corazón de Jesús de San José
La Congregación de Siervas del Sagrado Corazón de Jesús bajo la Protección de San José (oficialmente en italiano Congregazione delle Ancelle del Sacro Cuore di Gesù sotto la Protezione di San Giuseppe) es una congregación religiosa católica femenina de derecho pontificio, fundada por la religiosa italiana Lucia Noiret en Imola, en 1876. A las religiosas de este instituto se les conoce como Siervas del Sagrado Corazón de Jesús de San José y posponen a sus nombres las siglas A.S.C.

## Historia
La religiosa italiana Lucia Noiret, de la Congregación de las Hijas de la Caridad de Santa Juana Antida, fue enviada por su congregación, en 1856, a fundar un conservatorio intitulado a San José en Imola, Boloña (Italia), con el fin de educar a las niñas de la sociedad. Una vez que Imola pasa del poder los Estados Pontificios al Estado italiano, las religiosas fueron expulsadas por la nueva administración laica y anticlerical. El obispo de Imola, pidió a algunas de religiosas que en vez de partir, permanecieran en la ciudad para continuar con la educación de la juventud. De todas, fue Lucia Noiret quien decidió quedarse en Imola y fundar un nuevo instituto en 1876, intitulado Siervas del Sagrado Corazón de Jesús bajo la Protección de San José.
En instituto de Noiret recibió la aprobación como congregación de derecho diocesano en 1886 y la aprobación pontificia el 17 de marzo de 1937, bajo el pontificado del papa Pío XI.

## Organización
La Congregación de Siervas del Sagrado Corazón de Jesús bajo la Protección de San José es un instituto religioso centralizado, cuyo gobierno es ejercido por una superiora general a la que sus miembros llaman Madre. En el gobierno la Madre general es coadyuvada por su consejo que es elegido para un periodo de seis años. La sede central se encuentra en Boloña.
Las religiosas se dedican a la evangelización y la promoción humana. En 2015, la congregación contaba con unas 62 religiosas y 11 comunidades, presentes en Guatemala, México e Italia.